# Dorados de Sinaloa "B"
El Dorados de Sinaloa "B" es un equipo de fútbol de México. Es filial del Dorados de Sinaloa y participa en la Serie B de la Segunda División de México. Juega sus partidos de local en el Estadio Juventud.

## Historia
El equipo nace cuando Dorados de Sinaloa desciende de la Primera División de México en 2016, lo que provocó que Dorados de Sinaloa Premier desaparezca, así que se creó esta filial para que los jugadores de lo que fuera el equipo premier pudieran seguir en activo. El primer partido oficial del equipo fue el 14 de agosto de 2016 en contra de Alacranes Rojos de Apatzingán, el marcador fue de 0-2 a favor de Dorados.

## Temporadas
| Temporada     | División          | Posición              |
| ------------- | ----------------- | --------------------- |
| Apertura 2016 | 4.Segunda Serie B | 4o. Grupo I           |
| Clausura 2017 | 4.Segunda Serie B | 1.º Grupo I (Cuartos) |
| Apertura 2017 | 4.Segunda Serie B | 3o. Grupo I (Cuartos) |
| Clausura 2018 | 4.Segunda Serie B | 8o. Grupo I           |
| 2018/2019     | 4.Segunda Serie B | 12o.                  |
| 2019/2020     | 4.Segunda Serie B | 11o.                  |